# Tijl Beckand
Tijl Maria Theresia Beckand (Den Haag, 30 juli 1974) is een Nederlandse stand-upcomedian/cabaretier en televisiepresentator.
Beckand vergaarde bekendheid door zijn deelname aan De Lama's, een improvisatieprogramma van BNN. Hij was hierin een van de vaste komieken. Tegenwoordig werkt Beckand vooral als presentator voor RTL-programma's zoals Het perfecte plaatje en De Verraders. Verder ook door zijn shows over klassieke muziek bij de AVRO en de AVROTROS.

## Biografie
Beckand is geboren en getogen in de Haagse Archipelbuurt. In 2005 verhuisde Beckand echter voor zijn eigen productiebedrijf Night of Comedy en voor zijn vriendin naar Amsterdam.

### De Lama's
Vanaf 2004 was hij te zien in het improvisatieprogramma De Lama's van BNN. In totaal zijn er 9 seizoenen verschenen en door de jaren zijn er verschillende Lama's vertrokken en erbij gekomen. Beckand is samen met Ruben Nicolai de enige Lama die van het eerste seizoen tot het laatste bij het programma zat. Het programma was zeer succesvol en won in 2006 de Gouden Televizier-Ring. Vanaf 2007 toerden ze ook de met het programma door het land. In 2008 maakten ze een clip genaamd Lekker Gewoon en stopten daarna met het programma.
Naast het feit dat Beckand "Lama" was, was hij ook werkzaam voor zijn eigen productiebedrijf Night Of Comedy. Zij produceren onder andere Laughing Matters en de Theatertour van De Lama's. Ook was Beckand een van de vaste verslaggevers bij De Nieuwste Show, waarin hij elke maandag het sportnieuws bracht.

### Verdere tv-carrière
Sinds 1 januari 2009 is Beckand werkzaam geweest bij de AVRO. Hier maakte hij samen met Ruben Nicolai en Ruben van der Meer het programma Budget TV. Dit programma is echter maar één seizoen op tv geweest. Voor datzelfde programma toerden ze ook door de Nederlandse theaters met de Budget Jongerendag.
Op 29 augustus 2009 deed Beckand mee aan het RTL 4-programma Let's Dance, hier danste hij op een medley van Austin Powers. Hij werd tweede achter John Williams, waardoor Beckand doorging naar de halve finale. In de halve finale werd Inge de Bruijn echter eerste en eindigde Beckand als tweede, waardoor hij niet doorging naar de finale. Uiteindelijk werd de finale gewonnen door Inge de Bruijn.
In oktober 2009 startte de theatertour Club Melchior, die Beckand samen maakt met Ruben Nicolai en Ruben van der Meer. Club Melchior gaat over het geflopte Budget TV. In december 2009 nam Beckand deel aan seizoen 7 van BNN's Ranking the Stars, daarnaast bracht hij in dezelfde maand onder de naam "MSiep & DJ Harko feat. Koepak" samen met Ruben van der Meer en Horace Cohen het nummer "Hørk" uit, waarvan in februari 2010 een nieuwe versie verscheen, "Love Hørks".
In februari 2010 begon Beckand samen met Ruben Nicolai en Horace Cohen aan het nieuwe tv-programma Gehaktdag, waarin bekende Nederlanders in humoristische speeches worden geëerd. Datzelfde jaar was hij ook te zien als gast in het programma Voetbal International, maar stopte daarmee omdat hij "te weinig voetbalkennis had". Vanaf het voorjaar van 2010 was Beckand te zien in het RTL 4-programma Echt Waar?!. Sinds 2011 is Beckand presentator bij RTL 4. Vanaf 2011 was Beckand te zien als presentator van het programma De Jongens tegen de Meisjes op RTL 4 samen met Chantal Janzen en in 2018 samen met Yolanthe Cabau. Ook is hij teamcaptain bij Wie ben ik?. Sinds 2016 presenteert Beckand het programma Het perfecte plaatje. Sinds 2021 presenteert Beckand het programma De Verraders en Game of Talents bij RTL 4. In augustus 2023 presenteerde hij in drie weken lang de quiz Waar gaat het over. Hij nam hiermee de laatste drie weken van de zomerstop van GTST over van Ruben Nicolai die normaal gesproken in de hele zomerstop de quiz Ik weet er alles van! presenteert.

### Privé
In 2010 werd Beckand vader van een dochter en in 2018 kreeg hij een zoon. In februari 2021 is hij weer vader geworden van een dochter.

## Werk

### Televisieprogramma's

#### Als acteur
| Jaar      | Titel                     | Omroep/Zender | Rol                     |
| --------- | ------------------------- | ------------- | ----------------------- |
| 2004-2008 | De Lama's                 | BNN           | Lama                    |
| 2011      | Zie Ze Vliegen            | RTL 4         | Steward van Fly Limburg |
| 2013-2017 | De Grote Improvisatieshow | RTL 4         | Improvisator            |
| 2022      | TAFKAL                    | Videoland     | Tafkaller               |

#### Als presentator / jurylid / panellid
| Jaar       | Titel                                      | Omroep/Zender | Rol                                                                        |
| ---------- | ------------------------------------------ | ------------- | -------------------------------------------------------------------------- |
| 2007-2008  | De Nieuwste Show                           | NPS en BNN    | verslaggever                                                               |
| 2009       | Budget TV                                  | AVRO          | presentator                                                                |
| 2010       | Gehaktdag                                  | AVRO          | teamleider                                                                 |
| 2010       | Voetbal International                      | RTL7          | terugkerende gast                                                          |
| 2010-2015  | Echt Waar?!                                | RTL 4         | vaste gast                                                                 |
| 2010-2019  | De tiende van Tijl                         | AVRO          | presentator                                                                |
| 2011       | De Vriendenloterij Hollands Next Miljonair | RTL 4         | presentator                                                                |
| 2011-2018  | De Jongens tegen de Meisjes                | RTL 4         | presentator met Chantal Janzen (2011-2017), Yolanthe Sneijder-Cabau (2018) |
| 2015-2016  | Superkids                                  | RTL 4         | jurylid                                                                    |
| 2015-2018  | Professor Nicolai en Dr. Beckand           | RTL 4         | presentator met Ruben Nicolai                                              |
| 2016       | Beste Kijkers                              | RTL 4         | vervangend teamleider                                                      |
| 2016-heden | Het perfecte plaatje                       | RTL 4         | presentator                                                                |
| 2017       | Tijl B op volle toeren                     | AVROTROS      | presentator                                                                |
| 2018-2021  | Wie ben ik?                                | RTL 4         | teamleider                                                                 |
| 2018       | Superstar Chef                             | RTL 4         | presentator                                                                |
| 2019       | Gemaakt In Nederland                       | RTL 4         | presentator met Katja Schuurman                                            |
| 2019       | Dancing with the Stars                     | RTL 4         | presentator met Chantal Janzen                                             |
| 2019       | Tijl in het voetspoor van Bach             | AVROTROS      | presentator                                                                |
| 2021-heden | De Verraders                               | RTL 4         | presentator                                                                |
| 2021       | Game of Talents                            | RTL 4 en VTM  | presentator met Julie Van den Steen                                        |
| 2021-heden | De TV-Kijker van het Jaar                  | RTL 4         | presentator                                                                |
| 2021-heden | Tijl en de Negende van Beethoven           | AVROTROS      | presentator                                                                |
| 2022       | Volg je me nog?                            | RTL 4         | teamleider                                                                 |
| 2022       | De 1% Quiz                                 | RTL 4         | presentator                                                                |
| 2023-heden | De Moeite Waard                            | RTL 4         | presentator                                                                |
| 2023-heden | Beste Kijkers                              | RTL 4         | teamleider                                                                 |
| 2023-heden | Waar gaat het over?                        | RTL 4         | presentator                                                                |
| 2024       | Tijl in het voetspoor van Richard Wagner   | AVROTROS      | presentator                                                                |

#### Als deelnemer
| Jaar | Titel                | Omroep/Zender | Opmerkingen                 |
| ---- | -------------------- | ------------- | --------------------------- |
| 2009 | Hoe?Zo!              | Teleac        |                             |
| 2009 | Ranking the Stars    | BNN           |                             |
| 2009 | Wat vindt Nederland? | RTL 4         |                             |
| 2009 | Let's Dance          | RTL 4         |                             |
| 2010 | Wat vindt Nederland? | RTL 4         |                             |
| 2020 | Holland-België       | RTL 4         |                             |
| 2021 | De slimste mens      | KRO-NCRV      | Eindigde in de halve finale |
| 2021 | Weet Ik Veel         | RTL 4         | Winnaar                     |
| 2024 | De Pappenheimers     | RTL 4         |                             |

### Theater
- 2005-2008: De Lama's
- 2009: Club Melchior met Ruben van der Meer en Ruben Nicolai
- 2009: Budget Jongerendag met Ruben van der Meer en Ruben Nicolai
- 2010-2012: The Gentleman Entertainer
- 2010-2017: De Grote Improvisatieshow met onder andere Ruben van der Meer
- 2022-heden: TAFKAL